# Les Droites
Les Droites  és una muntanya de 4.000 metres que es troba a la regió de l'Alta Savoia a França.